# Érudit
Érudit è un'organizzazione senza scopo di lucro del Québec, che gestisce una piattaforma editoriale e una biblioteca di riviste accademiche nell'ambito delle scienze umane e sociali, per la maggior parte consultabili in modalità Open Access.
Fondato nel 1998 su iniziativa della casa editrice dell'Università di Montréal, Éruditè è divenuto un consorzio interuniversitario con l'Università Laval e l'Università del Québec a Montréal (UQAM). Al 2015, era il più grande servizio web canadese che forniva accesso gratuito a pubblicazioni in lingua francese e inglese.
La sua mission è appunto la diffusione e valorizzazione dei risultati della ricerca accademica, principalmente delle scienze umane e sociali. Dall'inverno 2010, le riviste culturali del Québec che aderivano al SODEP sono state integrate nella piattaforma.
Il sito tuttavia ospita alcuni periodici che prevedono una finestra editoriale da due a tre anni, durante la quale sono fruibili solo in abbonamento. Érudit riunisce anche alcune riviste di scienze pure e ambientali. Le due sedi operative si trovano presso il centro per l'editoria digitale dell'Università di Montréal e un secondo presso la biblioteca dell'Università Laval, nel Québec.

## Storia
Fra il 1996 e il 1997, la casa editrice dell'Università di Montréal (PUM) realizzò un primo progetto pilota di pubblicazione digitale con due riviste, optando poi per un'ulteriore estensione a un numero maggiore di titoli. Nel '98 fu siglato un memorandum d'intesa col Ministero dell'Innovazione, della Scienza e dello Sviluppo Economico del Canada per realizzare un progetto che prese il nome di Virtuoso, ma che non arrivò mai a concretizzarsi in un contratto fra le parti.
Érudit nacque dal partenariato col Fondo per la formazione dei ricercatori e l'assistenza alla ricerca (Fondo FCAR), che affidò agli sviluppatori della piattaforma un progetto pilota volto a rispondere a domande riguardanti "Gli aspetti tecnologici, economici e istituzionali legati all'edizione digitale delle riviste accademiche".».
A partire dal 2000, il nuovo centro elaborazione dati dell'Università di Montréal assunse la gestione di Érudit. In seguito, la creazione del Gruppo Universitario per l'Editoria Digitale (GIEN) segnò l'avvio della cooperazione con l'Università Laval e con l'UQAM.

Nel 2001, tale gruppo ebbe il mandato di creare un portale web, il cui obiettivo era quello di "rendere visibili e accessibili i testi e il contenuto delle riviste scientifiche ai ricercatori e al pubblico di tutto il mondo, tramite internet e una diffusione elettronica allo stato dell'arte delle tecnologie dell'informazione".
Furono quindi istituiti due centri di produzione editoriale: uno presso l'Università di Montréal, e l'altro presso l'Università Laval.
Nel 2002, fu lanciata la seconda versione della piattaforma, completamente rinnovata, che permetteva la gestione di libri, pre-print e tesi. L'anno successivo, Érudit e Persée siglarono un accordo per la reciproca distribuzione dei rispettivi contenuti.
Nel 2008 e nel 2017 uscirono la terza e la quarta versione della piattaforma.

## Contenuto
Inizialmente specializzato nella produzione e distribuzione digitale di riviste universitarie, negli anni Duemila Érudit comprende anche riviste culturali, dissertazioni e tesi di laurea di undici università del Québec, atti di conferenze, articoli di ricerca e libri digitalizzati.

Un'area del sito chiamata "Documenti e dati" offre uno spazio web, basato sul software DSpace, per la conservazione a lungo termine di dati grezzi e preprint in attesa di essere pubblicati.
I contenuti sono classificati secondo uno schema XML, sviluppato dal centro dell'Università di Montréal.
Oltre l'85% dei contenuti disponibili sulla piattaforma è ad accesso aperto, con la previsione di una finestra editoriale di due anni. Per numerose riviste è stato digitalizzato e reso disponibile online l'intero archivio storico, fornendo accesso alle collezioni del portale francese Persée, alla produzione del Consiglio Nazionale delle Ricerche del Canada e ai fondi dell'Electronic Text Center dell'Università del New Brunswick.
Érudit copre le seguenti 35 aree disciplinari:
- Antropologia ed etnologia
- Archeologia
- Arti
- Arti visive
- Biologia
- Cinema
- Demografia
- Diritto
- Acqua e ambiente
- Economia
- Formazione scolastica
- Studio di arti e lettere
- Studio delle lingue
- Studi femministi
- Studi letterari
- Urbanistica
- Ingegneria
- Geografia

- Storia
- Letteratura
- Matematica
- Filosofia
- Psicologia
- Relazioni industriali
- Scienze gestionali
- Scienze della salute
- Scienze della Terra
- Scienze umane e sociali
- Scienze fisiche
- Scienze politiche
- Semiologia
- Servizi sociali
- Sociologia
- Teatro
- Teologia

## Finanziamento
Nel corso della sua storia, Érudit ha potuto beneficiare del sostegno finanziario governativo del Québec attraverso il Fondo per la ricerca sulla natura e la tecnologia, il Fondo per la ricerca sulla società e la cultura, il Fondo informazioni autostradali informazioni, alimentato anche dal Ministero dello sviluppo economico, dell'innovazione e del commercio estero (MDEIE) e dal Ministero dell'istruzione, del divertimento e dello sport (MELS).

## Sinergie
Oltre a collaborare con una serie di soggetti pubblici francofoni, Érudit rappresenta il Québec all'interno della piattaforma canadese Synergies. L'Università di Montréal è anche alla guida di questo progetto che integra le collezioni digitali di altre quattro università: Simon Fraser University, Università di Calgary, Università di Toronto e Università del New Brunswick.